# Coppa del Mondo di sci alpino 2019
La Coppa del Mondo di sci alpino 2019 è stata la cinquantatreesima edizione della manifestazione organizzata dalla Federazione Internazionale Sci; ha avuto inizio il 27 ottobre 2018 a Sölden, in Austria, e si è conclusa il 17 marzo 2019 a Soldeu, in Andorra. Nel corso della stagione si sono tenuti a Åre i Campionati mondiali di sci alpino 2019, non validi ai fini della Coppa del Mondo, il cui calendario ha contemplato dunque un'interruzione nel mese di febbraio.
In campo maschile sono state disputate 38 delle 41 gare in programma (8 discese libere, 7 supergiganti, 8 slalom giganti, 10 slalom speciali, 2 combinate, 3 slalom paralleli), in 20 diverse località. L'austriaco Marcel Hirscher, detentore uscente della Coppa generale, si è nuovamente aggiudicato la Coppa del Mondo generale, oltre a quelle di slalom gigante e di slalom speciale; lo svizzero Beat Feuz ha vinto la Coppa del Mondo di discesa libera, l'italiano Dominik Paris quella di supergigante e il francese Alexis Pinturault quella di combinata.
In campo femminile sono state disputate 35 delle 39 gare in programma (8 discese libere, 6 supergiganti, 8 slalom giganti, 9 slalom speciali, 1 combinata, 3 slalom paralleli), in 19 diverse località. La statunitense Mikaela Shiffrin, detentrice uscente della Coppa generale, si è nuovamente aggiudicata la Coppa del Mondo generale, oltre a quelle di supergigante, di slalom gigante e di slalom speciale; l'austriaca Nicole Schmidhofer ha vinto la Coppa del Mondo di discesa libera, mentre non è stata assegnata la Coppa del Mondo di combinata.
È stata inserita in calendario una gara a squadre mista, disputata durante le finali di Soldeu.

## Uomini

### Risultati
| Data             | Località               | Nazione     | Pista                          | Spec. | Primo                   | Secondo               | Terzo                                                    |
| ---------------- | ---------------------- | ----------- | ------------------------------ | ----- | ----------------------- | --------------------- | -------------------------------------------------------- |
| 18 novembre 2018 | Levi                   | Finlandia   | Levi Black                     | SL    | Marcel Hirscher         | Henrik Kristoffersen  | André Myhrer                                             |
| 24 novembre 2018 | Lake Louise            | Canada      | Men's Olympic Downhill         | DH    | Max Franz               | Christof Innerhofer   | Dominik Paris                                            |
| 25 novembre 2018 | Lake Louise            | Canada      | Men's Olympic Downhill         | SG    | Kjetil Jansrud          | Vincent Kriechmayr    | Mauro Caviezel                                           |
| 30 novembre 2018 | Beaver Creek           | Stati Uniti | Birds of Prey                  | DH    | Beat Feuz               | Mauro Caviezel        | Aksel Lund Svindal                                       |
| 1º dicembre 2018 | Beaver Creek           | Stati Uniti | Birds of Prey                  | SG    | Max Franz               | Mauro Caviezel        | Aleksander Aamodt Kilde Dominik Paris Aksel Lund Svindal |
| 2 dicembre 2018  | Beaver Creek           | Stati Uniti | Birds of Prey                  | GS    | Stefan Luitz            | Marcel Hirscher       | Thomas Tumler                                            |
| 8 dicembre 2018  | Val-d'Isère            | Francia     | La face de Bellevarde          | GS    | Marcel Hirscher         | Henrik Kristoffersen  | Matts Olsson                                             |
| 14 dicembre 2018 | Val Gardena            | Italia      | Saslong                        | SG    | Aksel Lund Svindal      | Christof Innerhofer   | Kjetil Jansrud                                           |
| 15 dicembre 2018 | Val Gardena            | Italia      | Saslong                        | DH    | Aleksander Aamodt Kilde | Max Franz             | Beat Feuz                                                |
| 16 dicembre 2018 | Alta Badia             | Italia      | Gran Risa                      | GS    | Marcel Hirscher         | Thomas Fanara         | Alexis Pinturault                                        |
| 17 dicembre 2018 | Alta Badia             | Italia      | Gran Risa                      | PR    | Marcel Hirscher         | Thibaut Favrot        | Alexis Pinturault                                        |
| 19 dicembre 2018 | Saalbach-Hinterglemm   | Austria     | Schneekristall/Zwölfer         | GS    | Žan Kranjec             | Loïc Meillard         | Mathieu Faivre                                           |
| 20 dicembre 2018 | Saalbach-Hinterglemm   | Austria     | Schneekristall/Zwölfer         | SL    | Marcel Hirscher         | Loïc Meillard         | Henrik Kristoffersen                                     |
| 22 dicembre 2018 | Madonna di Campiglio   | Italia      | 3-Tre                          | SL    | Daniel Yule             | Marco Schwarz         | Michael Matt                                             |
| 28 dicembre 2018 | Bormio                 | Italia      | Stelvio                        | DH    | Dominik Paris           | Christof Innerhofer   | Beat Feuz                                                |
| 29 dicembre 2018 | Bormio                 | Italia      | Stelvio                        | SG    | Dominik Paris           | Matthias Mayer        | Aleksander Aamodt Kilde                                  |
| 1º gennaio 2019  | Oslo                   | Norvegia    | Holmenkollen                   | PR    | Marco Schwarz           | Dave Ryding           | Ramon Zenhäusern                                         |
| 6 gennaio 2019   | Zagabria Sljeme        | Croazia     | Crveni Spust                   | SL    | Marcel Hirscher         | Alexis Pinturault     | Manuel Feller                                            |
| 12 gennaio 2019  | Adelboden              | Svizzera    | Chuenisbärgli                  | GS    | Marcel Hirscher         | Henrik Kristoffersen  | Thomas Fanara                                            |
| 13 gennaio 2019  | Adelboden              | Svizzera    | Chuenisbärgli                  | SL    | Marcel Hirscher         | Clément Noël          | Henrik Kristoffersen                                     |
| 18 gennaio 2019  | Wengen                 | Svizzera    | Lauberhorn Männlichen/Jungfrau | KB    | Marco Schwarz           | Victor Muffat Jeandet | Alexis Pinturault                                        |
| 19 gennaio 2019  | Wengen                 | Svizzera    | Lauberhorn                     | DH    | Vincent Kriechmayr      | Beat Feuz             | Aleksander Aamodt Kilde                                  |
| 20 gennaio 2019  | Wengen                 | Svizzera    | Männlichen/Jungfrau            | SL    | Clément Noël            | Manuel Feller         | Marcel Hirscher                                          |
| 25 gennaio 2019  | Kitzbühel              | Austria     | Streif                         | DH    | Dominik Paris           | Beat Feuz             | Otmar Striedinger                                        |
| 26 gennaio 2019  | Kitzbühel              | Austria     | Ganslern                       | SL    | Clément Noël            | Marcel Hirscher       | Alexis Pinturault                                        |
| 27 gennaio 2019  | Kitzbühel              | Austria     | Streifalm                      | SG    | Josef Ferstl            | Johan Clarey          | Dominik Paris                                            |
| 29 gennaio 2019  | Schladming             | Austria     | Planai                         | SL    | Marcel Hirscher         | Alexis Pinturault     | Daniel Yule                                              |
| 2 febbraio 2019  | Garmisch-Partenkirchen | Germania    | Kandahar                       | DH    | annullata               | annullata             | annullata                                                |
| 3 febbraio 2019  | Garmisch-Partenkirchen | Germania    | Kandahar                       | GS    | annullata               | annullata             | annullata                                                |
| 19 febbraio 2019 | Stoccolma              | Svezia      | Hammarbybacken                 | PR    | Ramon Zenhäusern        | André Myhrer          | Marco Schwarz                                            |
| 22 febbraio 2019 | Bansko                 | Bulgaria    | Marc Girardelli Tomba          | KB    | Alexis Pinturault       | Marcel Hirscher       | Štefan Hadalin                                           |
| 23 febbraio 2019 | Bansko                 | Bulgaria    | Marc Girardelli                | SG    | annullata               | annullata             | annullata                                                |
| 24 febbraio 2019 | Bansko                 | Bulgaria    | Banderiza                      | GS    | Henrik Kristoffersen    | Marcel Hirscher       | Thomas Fanara                                            |
| 2 marzo 2019     | Lillehammer Kvitfjell  | Norvegia    | Olympiabakken                  | DH    | Dominik Paris           | Beat Feuz             | Matthias Mayer                                           |
| 3 marzo 2019     | Lillehammer Kvitfjell  | Norvegia    | Olympiabakken                  | SG    | Dominik Paris           | Kjetil Jansrud        | Beat Feuz                                                |
| 9 marzo 2019     | Kranjska Gora          | Slovenia    | Podkoren                       | GS    | Henrik Kristoffersen    | Rasmus Windingstad    | Marco Odermatt                                           |
| 10 marzo 2019    | Kranjska Gora          | Slovenia    | Podkoren                       | SL    | Ramon Zenhäusern        | Henrik Kristoffersen  | Marcel Hirscher                                          |
| 13 marzo 2019    | Soldeu                 | Andorra     | Aliga                          | DH    | Dominik Paris           | Kjetil Jansrud        | Otmar Striedinger                                        |
| 14 marzo 2019    | Soldeu                 | Andorra     | Aliga                          | SG    | Dominik Paris           | Mauro Caviezel        | Vincent Kriechmayr                                       |
| 16 marzo 2019    | Soldeu                 | Andorra     | Avet                           | GS    | Alexis Pinturault       | Marco Odermatt        | Žan Kranjec                                              |
| 17 marzo 2019    | Soldeu                 | Andorra     | Avet                           | SL    | Clément Noël            | Manuel Feller         | Daniel Yule                                              |

Legenda:

DH = discesa libera

SG = supergigante

GS = slalom gigante

SL = slalom speciale

KB = combinata

PR = slalom parallelo

### Classifiche

#### Generale

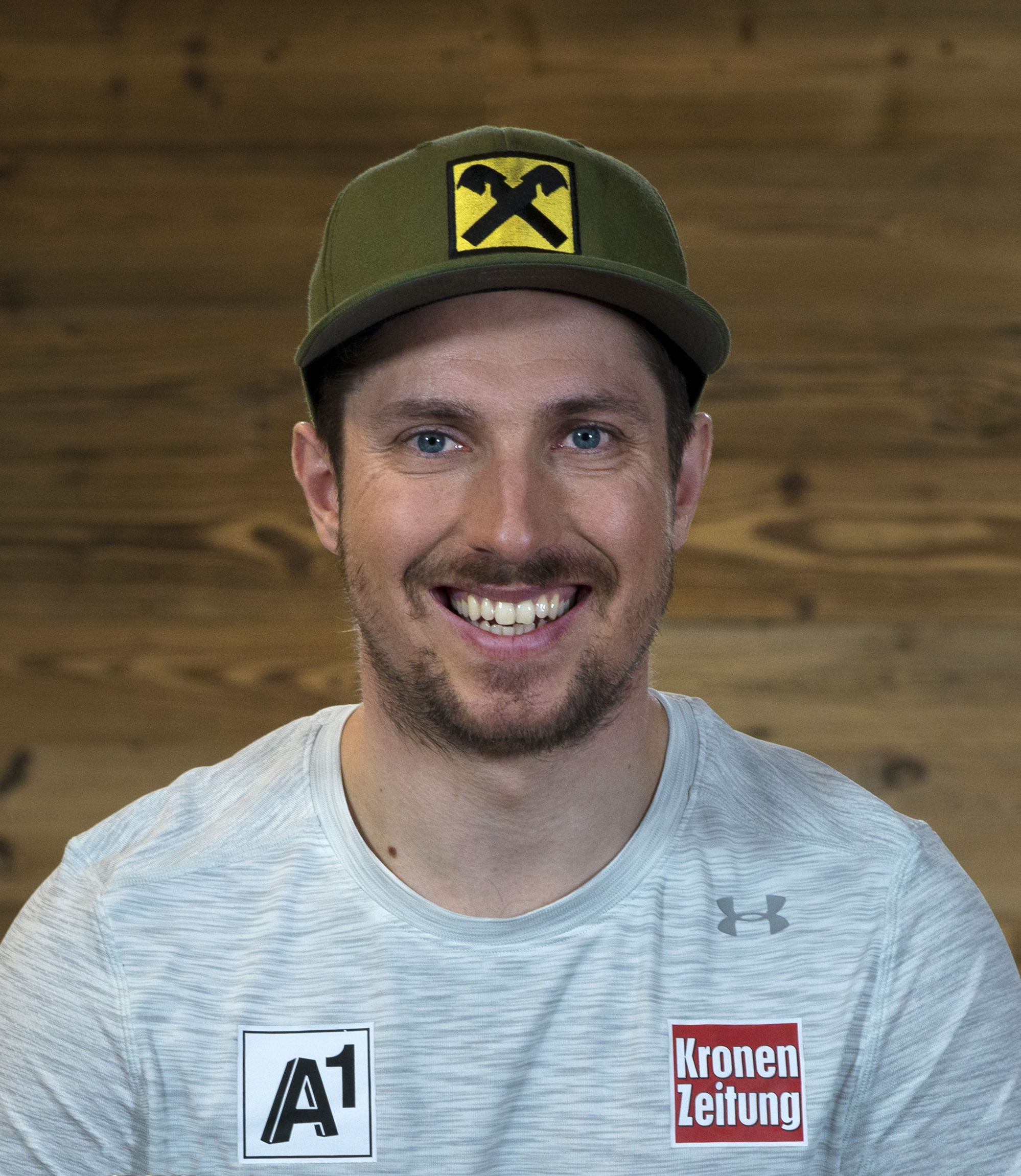
Marcel Hirscher nel 2018

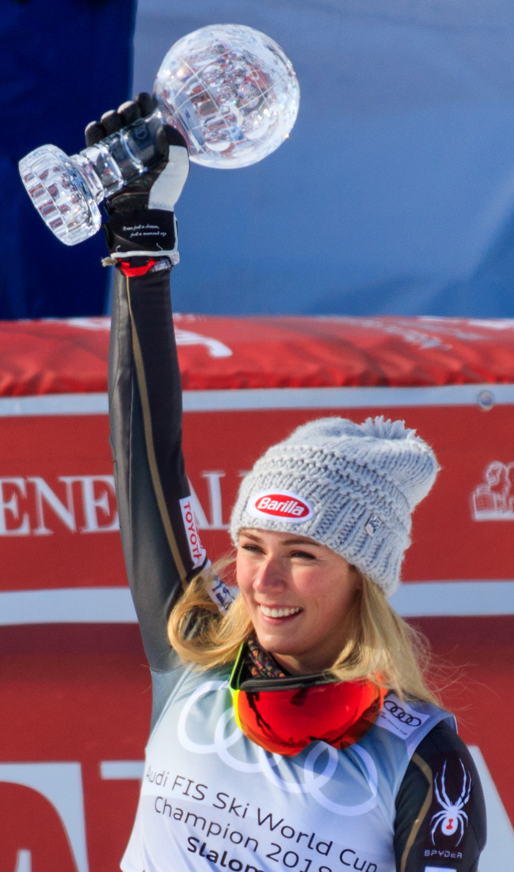
Mikaela Shiffrin nel 2018

| Pos. | Nome                    | Nazione  | Punti |
| ---- | ----------------------- | -------- | ----- |
| 1    | Marcel Hirscher         | Austria  | 1546  |
| 2    | Alexis Pinturault       | Francia  | 1145  |
| 3    | Henrik Kristoffersen    | Norvegia | 1047  |
| 4    | Dominik Paris           | Italia   | 950   |
| 5    | Vincent Kriechmayr      | Austria  | 739   |
| 6    | Beat Feuz               | Svizzera | 722   |
| 7    | Mauro Caviezel          | Svizzera | 696   |
| 8    | Aleksander Aamodt Kilde | Norvegia | 651   |
| 9    | Marco Schwarz           | Austria  | 560   |
| 10   | Manuel Feller           | Austria  | 558   |

#### Discesa libera
| Pos. | Nome                    | Nazione  | Punti |
| ---- | ----------------------- | -------- | ----- |
| 1    | Beat Feuz               | Svizzera | 540   |
| 2    | Dominik Paris           | Italia   | 520   |
| 3    | Vincent Kriechmayr      | Austria  | 339   |
| 4    | Aleksander Aamodt Kilde | Norvegia | 284   |
| 5    | Mauro Caviezel          | Svizzera | 282   |

#### Supergigante
| Pos. | Nome                    | Nazione  | Punti |
| ---- | ----------------------- | -------- | ----- |
| 1    | Dominik Paris           | Italia   | 430   |
| 2    | Vincent Kriechmayr      | Austria  | 346   |
| 3    | Mauro Caviezel          | Svizzera | 324   |
| 4    | Kjetil Jansrud          | Norvegia | 316   |
| 5    | Aleksander Aamodt Kilde | Norvegia | 299   |

#### Slalom gigante
| Pos. | Nome                 | Nazione  | Punti |
| ---- | -------------------- | -------- | ----- |
| 1    | Marcel Hirscher      | Austria  | 680   |
| 2    | Henrik Kristoffersen | Norvegia | 516   |
| 3    | Alexis Pinturault    | Francia  | 469   |
| 4    | Žan Kranjec          | Slovenia | 344   |
| 5    | Loïc Meillard        | Svizzera | 313   |

#### Slalom speciale
| Pos. | Nome                 | Nazione  | Punti |
| ---- | -------------------- | -------- | ----- |
| 1    | Marcel Hirscher      | Austria  | 786   |
| 2    | Clément Noël         | Francia  | 551   |
| 2    | Daniel Yule          | Svizzera | 551   |
| 4    | Ramon Zenhäusern     | Svizzera | 521   |
| 5    | Henrik Kristoffersen | Norvegia | 516   |

#### Combinata
| Pos. | Nome                  | Nazione  | Punti |
| ---- | --------------------- | -------- | ----- |
| 1    | Alexis Pinturault     | Francia  | 160   |
| 2    | Marco Schwarz         | Austria  | 100   |
| 3    | Mauro Caviezel        | Svizzera | 90    |
| 4    | Riccardo Tonetti      | Italia   | 82    |
| 5    | Marcel Hirscher       | Austria  | 80    |
| 5    | Victor Muffat Jeandet | Francia  | 80    |

## Donne

### Risultati
| Data             | Località               | Nazione     | Pista                        | Spec. | Prima                         | Seconda                           | Terza                 |
| ---------------- | ---------------------- | ----------- | ---------------------------- | ----- | ----------------------------- | --------------------------------- | --------------------- |
| 27 ottobre 2018  | Sölden                 | Austria     | Rettenbach                   | GS    | Tessa Worley                  | Federica Brignone                 | Mikaela Shiffrin      |
| 17 novembre 2018 | Levi                   | Finlandia   | Levi Black                   | SL    | Mikaela Shiffrin              | Petra Vlhová                      | Bernadette Schild     |
| 24 novembre 2018 | Killington             | Stati Uniti | Superstar                    | GS    | Federica Brignone             | Ragnhild Mowinckel                | Stephanie Brunner     |
| 25 novembre 2018 | Killington             | Stati Uniti | Superstar                    | SL    | Mikaela Shiffrin              | Petra Vlhová                      | Frida Hansdotter      |
| 30 novembre 2018 | Lake Louise            | Canada      | Men's Olympic Downhill       | DH    | Nicole Schmidhofer            | Michelle Gisin                    | Kira Weidle           |
| 1º dicembre 2018 | Lake Louise            | Canada      | Men's Olympic Downhill       | DH    | Nicole Schmidhofer            | Cornelia Hütter                   | Michelle Gisin        |
| 2 dicembre 2018  | Lake Louise            | Canada      | Men's Olympic Downhill       | SG    | Mikaela Shiffrin              | Ragnhild Mowinckel                | Viktoria Rebensburg   |
| 8 dicembre 2018  | Sankt Moritz           | Svizzera    | Engiadina                    | SG    | Mikaela Shiffrin              | Lara Gut-Behrami                  | Tina Weirather        |
| 9 dicembre 2018  | Sankt Moritz           | Svizzera    | Engiadina                    | PR    | Mikaela Shiffrin              | Petra Vlhová                      | Wendy Holdener        |
| 14 dicembre 2018 | Val-d'Isère            | Francia     | Oreiller-Killy               | KB    | annullata                     | annullata                         | annullata             |
| 18 dicembre 2018 | Val Gardena            | Italia      | Saslong                      | DH    | Ilka Štuhec                   | Nicol Delago                      | Ramona Siebenhofer    |
| 19 dicembre 2018 | Val Gardena            | Italia      | Saslong                      | SG    | Ilka Štuhec                   | Nicole Schmidhofer Tina Weirather | -                     |
| 21 dicembre 2018 | Courchevel             | Francia     | Émile Allais                 | GS    | Mikaela Shiffrin              | Viktoria Rebensburg               | Tessa Worley          |
| 22 dicembre 2018 | Courchevel             | Francia     | Émile Allais                 | SL    | Mikaela Shiffrin              | Petra Vlhová                      | Frida Hansdotter      |
| 28 dicembre 2018 | Semmering              | Austria     | Panorama                     | GS    | Petra Vlhová                  | Viktoria Rebensburg               | Tessa Worley          |
| 29 dicembre 2018 | Semmering              | Austria     | Panorama                     | SL    | Mikaela Shiffrin              | Petra Vlhová                      | Wendy Holdener        |
| 1º gennaio 2019  | Oslo                   | Norvegia    | Holmenkollen                 | PR    | Petra Vlhová                  | Mikaela Shiffrin                  | Wendy Holdener        |
| 5 gennaio 2019   | Zagabria Sljeme        | Croazia     | Crveni Spust                 | SL    | Mikaela Shiffrin              | Petra Vlhová                      | Wendy Holdener        |
| 8 gennaio 2019   | Flachau                | Austria     | Hermann Maier Weltcupstrecke | SL    | Petra Vlhová                  | Mikaela Shiffrin                  | Katharina Liensberger |
| 13 gennaio 2019  | Sankt Anton am Arlberg | Austria     | Karl Schranz                 | SG    | annullata                     | annullata                         | annullata             |
| 15 gennaio 2019  | Plan de Corones        | Italia      | Erta                         | GS    | Mikaela Shiffrin              | Tessa Worley                      | Marta Bassino         |
| 18 gennaio 2019  | Cortina d'Ampezzo      | Italia      | Olimpia delle Tofane         | DH    | Ramona Siebenhofer            | Ilka Štuhec                       | Stephanie Venier      |
| 19 gennaio 2019  | Cortina d'Ampezzo      | Italia      | Olimpia delle Tofane         | DH    | Ramona Siebenhofer            | Nicole Schmidhofer                | Ilka Štuhec           |
| 20 gennaio 2019  | Cortina d'Ampezzo      | Italia      | Olimpia delle Tofane         | SG    | Mikaela Shiffrin              | Tina Weirather                    | Tamara Tippler        |
| 26 gennaio 2019  | Garmisch-Partenkirchen | Germania    | Kandahar                     | SG    | Nicole Schmidhofer            | Sofia Goggia                      | Lara Gut-Behrami      |
| 27 gennaio 2019  | Garmisch-Partenkirchen | Germania    | Kandahar                     | DH    | Stephanie Venier              | Sofia Goggia                      | Kira Weidle           |
| 1º febbraio 2019 | Maribor                | Slovenia    | Pohorje                      | GS    | Mikaela Shiffrin Petra Vlhová | -                                 | Ragnhild Mowinckel    |
| 2 febbraio 2019  | Maribor                | Slovenia    | Radvanje                     | SL    | Mikaela Shiffrin              | Anna Swenn Larsson                | Wendy Holdener        |
| 19 febbraio 2019 | Stoccolma              | Svezia      | Hammarbybacken               | PR    | Mikaela Shiffrin              | Christina Geiger                  | Anna Swenn Larsson    |
| 23 febbraio 2019 | Crans-Montana          | Svizzera    | Mont Lachaux                 | DH    | Sofia Goggia                  | Nicole Schmidhofer                | Corinne Suter         |
| 24 febbraio 2019 | Crans-Montana          | Svizzera    | Mont Lachaux                 | KB    | Federica Brignone             | Roni Remme                        | Wendy Holdener        |
| 2 marzo 2019     | Soči Krasnaja Poljana  | Russia      | Roza Chutor                  | DH    | annullata                     | annullata                         | annullata             |
| 3 marzo 2019     | Soči Krasnaja Poljana  | Russia      | Roza Chutor                  | SG    | annullata                     | annullata                         | annullata             |
| 8 marzo 2019     | Špindlerův Mlýn        | Rep. Ceca   | Černá Svatý Petr             | GS    | Petra Vlhová                  | Viktoria Rebensburg               | Mikaela Shiffrin      |
| 9 marzo 2019     | Špindlerův Mlýn        | Rep. Ceca   | Černá Svatý Petr             | SL    | Mikaela Shiffrin              | Wendy Holdener                    | Petra Vlhová          |
| 13 marzo 2019    | Soldeu                 | Andorra     | Aliga                        | DH    | Mirjam Puchner                | Viktoria Rebensburg               | Corinne Suter         |
| 14 marzo 2019    | Soldeu                 | Andorra     | Aliga                        | SG    | Viktoria Rebensburg           | Tamara Tippler                    | Federica Brignone     |
| 16 marzo 2019    | Soldeu                 | Andorra     | Avet                         | SL    | Mikaela Shiffrin              | Wendy Holdener                    | Petra Vlhová          |
| 17 marzo 2019    | Soldeu                 | Andorra     | Avet                         | GS    | Mikaela Shiffrin              | Alice Robinson                    | Petra Vlhová          |

Legenda:

DH = discesa libera

SG = supergigante

GS = slalom gigante

SL = slalom speciale

KB = combinata

PR = slalom parallelo

### Classifiche

#### Generale
| Pos. | Nome                | Nazione     | Punti |
| ---- | ------------------- | ----------- | ----- |
| 1    | Mikaela Shiffrin    | Stati Uniti | 2204  |
| 2    | Petra Vlhová        | Slovacchia  | 1355  |
| 3    | Wendy Holdener      | Svizzera    | 1079  |
| 4    | Viktoria Rebensburg | Germania    | 814   |
| 5    | Nicole Schmidhofer  | Austria     | 771   |
| 6    | Federica Brignone   | Italia      | 764   |
| 7    | Ragnhild Mowinckel  | Norvegia    | 675   |
| 8    | Frida Hansdotter    | Svezia      | 654   |
| 9    | Stephanie Venier    | Austria     | 528   |
| 10   | Ilka Štuhec         | Slovenia    | 507   |

#### Discesa libera
| Pos. | Nome               | Nazione  | Punti |
| ---- | ------------------ | -------- | ----- |
| 1    | Nicole Schmidhofer | Austria  | 468   |
| 2    | Stephanie Venier   | Austria  | 372   |
| 3    | Ramona Siebenhofer | Austria  | 354   |
| 4    | Ilka Štuhec        | Slovenia | 343   |
| 5    | Kira Weidle        | Germania | 307   |

#### Supergigante
| Pos. | Nome                | Nazione       | Punti |
| ---- | ------------------- | ------------- | ----- |
| 1    | Mikaela Shiffrin    | Stati Uniti   | 350   |
| 2    | Nicole Schmidhofer  | Austria       | 303   |
| 3    | Tina Weirather      | Liechtenstein | 268   |
| 4    | Viktoria Rebensburg | Germania      | 257   |
| 5    | Ragnhild Mowinckel  | Norvegia      | 247   |

#### Slalom gigante
| Pos. | Nome                | Nazione     | Punti |
| ---- | ------------------- | ----------- | ----- |
| 1    | Mikaela Shiffrin    | Stati Uniti | 615   |
| 2    | Petra Vlhová        | Slovacchia  | 478   |
| 3    | Tessa Worley        | Francia     | 460   |
| 4    | Viktoria Rebensburg | Germania    | 380   |
| 5    | Federica Brignone   | Italia      | 360   |

#### Slalom speciale
| Pos. | Nome               | Nazione     | Punti |
| ---- | ------------------ | ----------- | ----- |
| 1    | Mikaela Shiffrin   | Stati Uniti | 1160  |
| 2    | Petra Vlhová       | Slovacchia  | 877   |
| 3    | Wendy Holdener     | Svizzera    | 681   |
| 4    | Anna Swenn Larsson | Svezia      | 486   |
| 5    | Frida Hansdotter   | Svezia      | 479   |

#### Combinata
Nel 2019 è stata stilata anche la classifica della combinata (attraverso il risultato dell'unica gara disputata), sebbene non sia stato assegnato alcun trofeo alla vincitrice.
| Pos. | Nome              | Nazione  | Punti |
| ---- | ----------------- | -------- | ----- |
| 1    | Federica Brignone | Italia   | 100   |
| 2    | Roni Remme        | Canada   | 80    |
| 3    | Wendy Holdener    | Svizzera | 60    |
| 4    | Rahel Kopp        | Svizzera | 50    |
| 5    | Patrizia Dorsch   | Germania | 45    |

## Coppa delle Nazioni

### Risultati
| Data          | Località | Nazione | Pista | Spec. | Prima                                                              | Seconda                                                                                          | Terza                                                                |
| ------------- | -------- | ------- | ----- | ----- | ------------------------------------------------------------------ | ------------------------------------------------------------------------------------------------ | -------------------------------------------------------------------- |
| 15 marzo 2019 | Soldeu   | Andorra | Aliga | PR    | Svizzera Aline Danioth Wendy Holdener Ramon Zenhäusern Daniel Yule | Norvegia Mina Fürst Holtmann Thea Louise Stjernesund Sebastian Foss Solevåg Leif Kristian Haugen | Germania Lena Dürr Christina Geiger Fabian Himmelsbach Anton Tremmel |

Legenda:

PR = slalom parallelo

### Classifiche
Le classifiche della Coppa delle Nazioni vengono stilate sommando i punti ottenuti da ogni atleta in ogni gara individuale e quelli assegnati nella gara a squadre.

#### Generale
| Pos. | Nazione  | Punti |
| ---- | -------- | ----- |
| 1    | Austria  | 11581 |
| 2    | Svizzera | 8102  |
| 3    | Norvegia | 5716  |
| 4    | Italia   | 5685  |
| 5    | Francia  | 5543  |

#### Uomini
| Pos. | Nazione  | Punti |
| ---- | -------- | ----- |
| 1    | Austria  | 6102  |
| 2    | Svizzera | 4650  |
| 3    | Francia  | 4202  |
| 4    | Norvegia | 3754  |
| 5    | Italia   | 2881  |

#### Donne
| Pos. | Nazione     | Punti |
| ---- | ----------- | ----- |
| 1    | Austria     | 5479  |
| 2    | Svizzera    | 3452  |
| 3    | Italia      | 2804  |
| 4    | Stati Uniti | 2498  |
| 5    | Norvegia    | 1962  |